# Angela Procida
Angela Procida, née le 29 juin 2000 à Castellammare di Stabia, est une nageuse handisport italienne concourant en S2 pour les athlètes ayant de graves difficultés de coordination des quatre membres.

## Carrière
Alors qu'elle est âgée de 5 ans, sa famille est victime d'un accident de la route. Son père ainsi que sa soeur meurent dans l'accident tandis qu'une lésion de la moelle épinière la laisse en fauteuil roulant. Elle fait des études pour devenir ingénieur biomédical à l'Université de Naples - Frédéric-II.
En 2022, elle devient championne du monde du 200 m nage libre S2 et vice-championne du monde du 50 m dos S2 aux Championnats du monde. Lors des Citi Para Swimming World Series à Lignano Sabbiadoro en mars 2023, elle établit un nouveau record d'Europe en 4 min 53 s 97 du 150 m 4 nages SM2. La même année, elle remporte deux médailles d'argent sur le 50 et le 100 m dos S2 aux Championnats du monde.
Aux Jeux paralympiques d'été de 2024, Procida gagne sa première médaille paralympique avec le bronze sur le 100 m dos S2. Deux jours plus tard, elle termine au pied du podium sur le 50 m dos S2.